# Basketball World Cup
Basketball World Cup var en herrbasketlandslagsturnering som spelades i Turkiet mellan 2002 och 2013.

## Vinnare
- 2002 –  Jugoslavien
- 2003 –  Italien
- 2004 –  Slovenien
- 2005 –  Turkiet
- 2006 –  Turkiet
- 2007 –  Kroatien
- 2008 –  Turkiet
- 2009 –  Kroatien
- 2010 –  Argentina
- 2011 –  Tyskland
- 2013 –  Serbien